# Vajda László (forgatókönyvíró)
Vajda László, született Weisz Lipót, külföldön Ladislaus Vajda (Eger, 1877. augusztus 19. – Budapest, 1933. március 8.) magyar író, forgatókönyvíró, újságíró, színházi rendező. Fia Vajda László rendező, vágó, forgatókönyvíró. Unokaöccse Vidor Andor operatőr, vágó. Húga Vajda Piroska színésznő.

## Élete
Weisz Jakab és Eisenkraut Fanni fiaként született izraelita családban. Vidéken színészként kezdte a pályáját Mezei Kálmánnál, majd a Tolnai Világlapja és a Színház és Élet szerkesztője volt. 1908 szeptemberében a Magyar Színház rendezőjének szerződtette, s 1913 februárjában  ugyanitt főrendezővé vált, 1920-tól pedig művészeti igazgató lett. 1922-ben megvált az intézettől és külföldre ment, ahol filmrendezéssel kezdett foglalkozni. Az első világháború évei alatt dramaturgként is dolgozott a Corvin filmgyárban. 1922 és 1933 között Bécsben és Berlinben élt, de filmrendezőként dolgozott Londonban is. Halála előtt néhány héttel hazaköltözött. Utolsó napjaiban a Zsidókórház belgyógyászati osztályán kezelték. Halálát szívroham okozta.
A Kozma utcai izraelita temetőben helyezték végső nyugalomra. A gyászszertartást Kiss Arnold budai főrabbi vezette.
Házastársa Weisz Laura volt, akivel 1904. december 14-én Budapesten, a Ferencvárosban kötött házasságot.

## Művei

### Színművei
- Színészek – jelenetek a színészéletből (3 felvonásban, bemutató: 1904, Vígszínház)
- Raszkolnyikov – (Dosztojevszkij regénye nyomán, Moly Tamással, bemutató: 1904, Népszínház-Vígopera)
- Tiszavirág – (operett, 3 felvonás, társszerző: Bródy István, zenéjét szerezte: Rényi Aladár, bemutató: 1915, Király Színház)
- Kőmíves Kelemen – (3 felvonás, társszerző: Kárpáti Aurél, bemutató: 1917, Nemzeti Színház)
- Leányálom – (operett, 3 felvonás, társszerzők: Bródy István és Szlatinay Sándor, bemutató: 1925, Városi Színház)
- Miámi – (operett, 3 felvonás, társszerző: Bródy István, zenéjét szerezte: Jacobi Viktor, bemutató: Fővárosi Operettszínház)
- Eső – (dráma, Paul Maugham elbeszélése nyomán, bemutató: 1925)

### Fordításai
- Tolsztoj: Az élő halott (4 felvonás, színmű)
- Gabriella Zapolska: A varsói citadella (dráma)
- Gabriella Zapolska: A cárevics (dráma)

### Forgatókönyvíró
- A falu rossza (1915)
- A farkas (1916)
- A kuruzsló (1917)
- A csikós (1917)
- A szentjóbi erdő titka (1917)
- A vörös Sámson (1917)
- Az utolsó hajnal (1917)
- A föld embere (1917)
- A csúnya fiú (1917)
- A senki fia (1917)
- A kis lord (1918)
- A faun (1918)
- A testőr (1918)
- A kétlelkű asszony (1918)
- Az aranyember (1918)
- Mary Ann (1919)
- Fehér rózsa (1919)
- A 111-es (1919-1920)
- A tékozló fiú (1919)
- Ave Caesar! (1919)
- Twist Olivér (1919)
- Yamata (1919)
- A legnagyobb bűn azonos: Mária nővér és Odille Mária c. filmekkel (1919)
- Fekete tulipán (1919)
- Liliom (1919, nem készült el)
- Se ki, se be! (1919, Falk Richárddal)
- A lélekidomár I-II. (1919)
- A masamód (1920)
- Az aranyszemű hölgy (1920)
- Névtelen vár (1920)
- Beatrice házassága (1920)
- Újjászületés (1920)
- A szerelem mindent legyőz (1920)
- Lady Violette (1922)
- Sodom und Gomorrha (1922, Kertész Mihállyal)
- Der junge Medardus (1923)
- Die Lawine (1923)
- Die Sklavenkönigin (1924)
- Schatz, mach' Kasse (1926, Felix Basch-sal)
- Der fesche Erzherzog (1927)
- Die Czardasfürstin/ A csárdáskirálynő (1927, Wilhelm Thiele-vel)
- Die Liebe der Jeanne Ney (1927, Rudolf Leonhardt-tal)
- Venus im Frack (1927)
- Abwege (1928, Adolf Lantz-zal)
- Die Dame in Schwarz (1928)
- Rutschbahn (writer) (1928, Adolf Lantz-zal és Helen Gosewish-sel)
- Unmoral (1928, Willi Wolff-fal)
- Die Frau, nach der man sich sehnt  (1929)
- Der Leutnant Ihrer Majestät (1929)
- Das Land ohne Frauen (1929)
- L'évadée (1929)
- Der Günstling von Schönbrunn (1929)
- Die Büchse der Pandora (1929)
- Piz Palü fehér pokla (writer) (1929, Arnold Franck-kal)
- Westfront 1918: Vier von der Infanterie (1930)
- Nur Du (1930, Herman Feinerrel)
- Es gibt eine Frau, die dich niemals vergißt (1930, Zsoldos Andorral)
- Liebe und Champagner (1930, Zsoldos Andorral)
- Polizeispionin 77 (1930, Willi Wolff-fal)
- Zwei Krawatten  (1930)
- Der Liebesexpreß (1931, Alexander Engellel és Zsoldos Andorral)
- Kameradschaft (1931, Peter Martin Lampel-lel, Karl Otten-nel)
- Die 3 Groschen-Oper (1931, Balázs Bélával és Léo Laniával)
- L'opéra de quat'sous (1931, Balázs Bélával és Léo Laniával)
- Nuits de Venise (1931, Alexander Engellel)
- Die Herrin von Atlantis (1932, Herman Oberländerrel)
- L'Atlantide (1932, Herman Oberländerrel)
- The Mistress of Atlantis (1932, Herman Oberländerrel)